# Escartín (Broto)
Escartín ist ein spanischer Ort in den Pyrenäen in der Provinz Huesca der Autonomen Gemeinschaft Aragonien. Der Ort gehört zur Gemeinde Broto. Escartín hat schon seit Jahren keine Einwohner mehr.

## Geografie
Escartín liegt im Sobrepuerto, einem Gebiet zwischen den Flüssen Gállego und Ara.

## Geschichte
In der Mitte des 18. Jahrhunderts erreichte der Ort mit 178 Einwohnern die Höchstzahl seiner Bevölkerung. Im Jahr 1910 waren es 137 Einwohner. 

## Sehenswürdigkeiten
- Kirche San Juán